# Сюлко
Сюлко (пол. Siółko) — село в Польщі, у гміні Ліпськ Августівського повіту Підляського воєводства.
Населення — 141 особа (2011).
У 1975-1998 роках село належало до Сувальського воєводства.

## Демографія
Демографічна структура станом на 31 березня 2011 року:
|          | Загалом | Допрацездатний вік | Працездатний вік | Постпрацездатний вік |
| -------- | ------- | ------------------ | ---------------- | -------------------- |
| Чоловіки | 75      | 22                 | 42               | 11                   |
| Жінки    | 66      | 15                 | 30               | 21                   |
| Разом    | 141     | 37                 | 72               | 32                   |